# Coupe du monde de ski acrobatique 1982
Navigation
Édition précédente Édition suivante
La Coupe du monde de ski acrobatique 1982 est la troisième édition de la Coupe du monde de ski acrobatique organisée par la Fédération internationale de ski. Elle inclut quatre épreuves : les bosses, le saut acrobatique, le ballet et le combiné, une combinaison des trois autres.

Marie-Claude Asselin et Frank Beddor conservent leurs titres et deviennent les premiers doubles champions du monde de ski acrobatique. La saison voit également chez les femmes l'émergence de la suisse Conny Kissling, deuxième du classement général et à l'aube d'un long règne sur la discipline.

## Déroulement de la compétition
La saison est composée de neuf étapes, quatre en Amérique du Nord puis cinq en Europe. Pour chacune d'entre elles, pour les femmes comme pour les hommes il y a trois épreuves et quatre podiums : le saut acrobatique, le ski de bosses, le ballet (ou acroski) et le combiné qui est la combinaison des résultats des trois autres. Certaines étapes se tiennent sur plusieurs sites (par exemple les épreuves de ski de bosses de l'étape canadienne de Calgary se déroulent plus tard au Mont Sainte-Anne). La saison comprend également deux épreuves additionnelles lors de la tournée nord-américaine, sans saut acrobatique (et donc sans combiné) à Snoqualmie (en) en ouverture de la saison puis à Poconos (ballet) et Sugarbush (en) (bosses). En effet à la suite d'accidents survenus dans les années 1970, la NSAA interdit les figures où les athlètes ont (transitoirement) la tête en bas, et par conséquent interdit les compétitions internationales de saut acrobatique. Pour pouvoir être complète, l'étape américaine d'Angel Fire (en) a délocalisé l'épreuve de ballet au canada, à Morin-Heights.
| \| Sugarbush Angel Fire Blackcomb Calgary Mt. St. Anne Morin-Heights Poconos Snoqualmie \| Sites des compétitions de ski acrobatique en Amérique du Nord |
| Sugarbush Angel Fire Blackcomb Calgary Mt. St. Anne Morin-Heights Poconos Snoqualmie                                                                     |

| Sugarbush Angel Fire Blackcomb Calgary Mt. St. Anne Morin-Heights Poconos Snoqualmie |

| \| Adelboden Livigno Oberjoch Sella Nevea Tignes \| Sites des compétitions de ski acrobatique dans les Alpes |
| Adelboden Livigno Oberjoch Sella Nevea Tignes                                                                |

| Adelboden Livigno Oberjoch Sella Nevea Tignes |

| \| Sugarbush Angel Fire Blackcomb Calgary Mt. St. Anne Morin-Heights Poconos Snoqualmie \| Sites des compétitions de ski acrobatique en Amérique du Nord |
| Sugarbush Angel Fire Blackcomb Calgary Mt. St. Anne Morin-Heights Poconos Snoqualmie                                                                     |

| Sugarbush Angel Fire Blackcomb Calgary Mt. St. Anne Morin-Heights Poconos Snoqualmie |

| \| Adelboden Livigno Oberjoch Sella Nevea Tignes \| Sites des compétitions de ski acrobatique dans les Alpes |
| Adelboden Livigno Oberjoch Sella Nevea Tignes                                                                |

| Adelboden Livigno Oberjoch Sella Nevea Tignes |

## Classements

### Général
| Rang | Nom           | Points |
| ---- | ------------- | ------ |
| 1    | Frank Beddor  | 502.00 |
| 2    | Greg Athans   | 359.00 |
| 3    | Peter Judge   | 354.00 |
| 4    | Bruce Bolesky | 340.00 |
| 5    | Rick Bowie    | 306.00 |

| Rang | Nom                  | Points |
| ---- | -------------------- | ------ |
| 1    | Marie-Claude Asselin | 127.00 |
| 2    | Conny Kissling       | 99.000 |
| 3    | Hayley Wolff         | 88.00  |
| 4    | Lucie Barma          | 59.00  |
| 5    | Jan Bucher           | 48.00  |

### Saut acrobatique
| Rang | Nom            | Points |
| ---- | -------------- | ------ |
| 1    | Alex Ferreira  | 362    |
| 2    | David Wise     | 279    |
| 3    | Noah Bowman    | 230    |
| 4    | Simon d'Artois | 204    |
| 5    | Birk Irving    | 192    |

| Rang | Nom                  | Points |
| ---- | -------------------- | ------ |
| 1    | Marie-Claude Asselin | 48.00  |
| 2    | Maja Berg            | 37.00  |
| 3    | Conny Kissling       | 35.00  |
| 4    | Hayley Wolff         | 33.00  |
| 5    | Catherine Frarier    | 23.00  |

### Ballet
| Rang | Nom                | Points |
| ---- | ------------------ | ------ |
| 1    | Ian Edmondson      | 149.00 |
| 2    | Hermann Reitberger | 147.00 |
| 3    | Ernst Garhammer    | 137.00 |
| 4    | Richard Schabl     | 132.00 |
| 5    | Frank Beddor       | 131.00 |

| Rang | Nom             | Points |
| ---- | --------------- | ------ |
| 1    | Jan Bucher      | 48.00  |
| 2    | Christine Rossi | 44.00  |
| 3    | Conny Kissling  | 38.00  |
| 4    | Lucie Barma     | 35.00  |
| 5    | Monika Fügmann  | 34.00  |

### Bosses
| Rang | Nom             | Points |
| ---- | --------------- | ------ |
| 1    | Nano Pourtier   | 141.00 |
| 2    | Frank Beddor    | 140.00 |
| 3    | Bill Keenan     | 124.00 |
| 4    | Jean Dutruilh   | 121.00 |
| 4    | Stefan Engström | 121.00 |

| Rang | Nom                | Points |
| ---- | ------------------ | ------ |
| 1    | Hilary Engisch     | 48.00  |
| 2    | Hayley Wolff       | 33.00  |
| 3    | Lisa Downing       | 31.00  |
| 4    | Mary Jo Tiampo     | 30.00  |
| 5    | Christina Hornberg | 28.00  |

### Combiné
| Rang | Nom            | Points |
| ---- | -------------- | ------ |
| 1    | Frank Beddor   | 90.00  |
| 2    | Peter Judge    | 84.00  |
| 3    | Bruce Bolesky  | 80.00  |
| 4    | Alain LaRoche  | 72.00  |
| 5    | Mike Nemesvary | 57.00  |

| Rang | Nom                  | Points |
| ---- | -------------------- | ------ |
| 1    | Marie-Claude Asselin | 30.00  |
| 2    | Conny Kissling       | 23.000 |
| 3    | Hayley Wolff         | 21.00  |
| 4    | Catherine Frarier    | 12.00  |
| 5    | Besty Conroy         | 8.00   |

## Calendrier et podiums

### Hommes
| Date            | Lieu               | Épreuve | Vainqueur                                            | Second                                               | Troisième                                            |
| --------------- | ------------------ | ------- | ---------------------------------------------------- | ---------------------------------------------------- | ---------------------------------------------------- |
| 2 janvier 1982  | Snoqualmie (en)    | Bosses  | Nano Pourtier                                        | Frank Beddor                                         | Tom Bell                                             |
| 3 janvier 1982  | Snoqualmie (en)    | Ballet, | Hermann Reitberger (de)                              | Richard Schabl (de)                                  | Bruce Bolesky                                        |
| 8 janvier 1982  | Whistler Blackcomb | Bosses  | Nano Pourtier                                        | Mauro Mottini                                        | Frank Beddor                                         |
| 9 janvier 1982  | Whistler Blackcomb | Ballet, | Richard Schabl (de)                                  | Hermann Reitberger (de)                              | Ernst Garhammer                                      |
| 10 janvier 1982 | Whistler Blackcomb | Saut    | Jean-Marc Rozon                                      | Jean Corriveau                                       | Rick Bowie                                           |
| 10 janvier 1982 | Whistler Blackcomb | Combiné | Rick Bowie                                           | Frank Beddor                                         | Bruce Bolesky                                        |
| 16 janvier 1982 | Calgary            | Ballet, | Ian Edmondson                                        | Hermann Reitberger (de)                              | Ernst Garhammer                                      |
| 17 janvier 1982 | Calgary            | Saut    | Mike Nemesvary                                       | Craig Clow                                           | Frank Beddor                                         |
| 22 janvier 1982 | Angel Fire (en)    | Ballet  | Ian Edmondson                                        | Frank Beddor                                         | Peter Judge Jacques Poillion                         |
| 23 janvier 1982 | Angel Fire (en)    | Bosses  | Nano Pourtier                                        | Bill Keenan                                          | Stuart O'Brein                                       |
| 24 janvier 1982 | Angel Fire (en)    | Saut    | Épreuve reportée à Morin-Heights le 31 janvier 1982. | Épreuve reportée à Morin-Heights le 31 janvier 1982. | Épreuve reportée à Morin-Heights le 31 janvier 1982. |
| 24 janvier 1982 | Angel Fire (en)    | Combiné | Épreuve reportée à Morin-Heights le 31 janvier 1982. | Épreuve reportée à Morin-Heights le 31 janvier 1982. | Épreuve reportée à Morin-Heights le 31 janvier 1982. |
| 26 janvier 1982 | Poconos            | Ballet, | Hermann Reitberger (de)                              | Ernst Garhammer                                      | Daniel Cote                                          |
| 29 janvier 1982 | Sugarbush (en)     | Bosses  | Bill Keenan                                          | Nano Pourtier                                        | Stefan Engström                                      |
| 31 janvier 1982 | Morin-Heights      | Saut    | Jean Corriveau                                       | Craig Clow                                           | Mike Nemesvary                                       |
| 31 janvier 1982 | Morin-Heights      | Combiné | Frank Beddor                                         | Peter Judge                                          | Rick Bowie                                           |
| 4 février 1982  | Mont Sainte-Anne   | Bosses, | Nano Pourtier                                        | George Baetz                                         | Helmut Bauer                                         |
| 4 février 1982  | Mont Sainte-Anne   | Combiné | Frank Beddor                                         | Bruce Bolesky                                        | Rick Bowie                                           |
| 5 février 1982  | Mont Sainte-Anne   | Bosses  | Frank Beddor                                         | Nano Pourtier                                        | Stefan Engström                                      |
| 6 février 1982  | Mont Sainte-Anne   | Ballet, | Ian Edmondson                                        | Hermann Reitberger (de)                              | Daniel Cote                                          |
| 7 février 1982  | Mont Sainte-Anne   | Saut    | Jean Corriveau                                       | Dominique Laroche                                    | Yves Laroche                                         |
| 7 février 1982  | Mont Sainte-Anne   | Combiné | Peter Judge                                          | Frank Beddor                                         | Rick Bowie                                           |
| 26 février 1982 | Sella Nevea        | Bosses  | Stefan Engström                                      | Frank Beddor                                         | Bruce Bolesky                                        |
| 27 février 1982 | Sella Nevea        | Ballet, | Hermann Reitberger (de)                              | Ian Edmondson                                        | Ernst Garhammer                                      |
| 28 février 1982 | Sella Nevea        | Saut    | Jean Corriveau                                       | Mike Nemesvary                                       | Craig Clow                                           |
| 28 février 1982 | Sella Nevea        | Combiné | Frank Beddor                                         | Bruce Bolesky                                        | Peter Judge                                          |
| 5 mars 1982     | Adelboden          | Bosses  | Nano Pourtier                                        | Bruce Bolesky                                        | Frank Beddor                                         |
| 6 mars 1982     | Adelboden          | Ballet, | Hermann Reitberger (de)                              | Ian Edmondson                                        | Ernst Garhammer                                      |
| 7 mars 1982     | Adelboden          | Saut    | Sandro Wirth                                         | Jean-Marc Rozon                                      | Dominique Laroche                                    |
| 7 mars 1982     | Adelboden          | Combiné | Frank Beddor                                         | Bruce Bolesky                                        | Peter Judge                                          |
| 12 mars 1982    | Livigno            | Saut    | Mike Nemesvary                                       | Jean-Marc Rozon                                      | Yves Laroche                                         |
| 13 mars 1982    | Livigno            | Ballet, | Ian Edmondson                                        | Hermann Reitberger (de)                              | Ernst Garhammer                                      |
| 14 mars 1982    | Livigno            | Bosses  | Bill Keenan                                          | Peter Judge                                          | Andrea Schenk                                        |
| 14 mars 1982    | Livigno            | Combiné | Peter Judge                                          | Alain LaRoche                                        | Dominique Laroche                                    |
| 20 mars 1982    | Oberjoch           | Ballet, | Ernst Garhammer                                      | Ian Edmondson                                        | Ernst Garhammer                                      |
| 21 mars 1982    | Oberjoch           | Bosses  | Philippe Deiber                                      | Frank Beddor                                         | Jean Dutruilh                                        |
| 21 mars 1982    | Oberjoch           | Saut    | Jean Corriveau                                       | Craig Clow                                           | Dominique Laroche                                    |
| 21 mars 1982    | Oberjoch           | Combiné | Frank Beddor                                         | Alain LaRoche                                        | Bruce Bolesky                                        |
| 24 mars 1982    | Tignes             | Bosses  | Jean Dutruilh                                        | Philippe Bron                                        | Hans Schenk                                          |
| 25 mars 1982    | Tignes             | Ballet, | Ian Edmondson                                        | Daniel Cote                                          | Hermann Reitberger (de)                              |
| 26 mars 1982    | Tignes             | Saut    | Craig Clow                                           | Sandro Wirth                                         | Dominique Laroche                                    |
| 26 mars 1982    | Tignes             | Combiné | Frank Beddor                                         | Peter Judge                                          | Alain LaRoche                                        |

### Femmes
| Date            | Lieu               | Épreuve | Vainqueur                                            | Second                                               | Troisième                                            |
| --------------- | ------------------ | ------- | ---------------------------------------------------- | ---------------------------------------------------- | ---------------------------------------------------- |
| 2 janvier 1982  | Snoqualmie (en)    | Bosses  | Hilary Engisch                                       | Lucie Barma                                          | Lisa Downing                                         |
| 3 janvier 1982  | Snoqualmie (en)    | Ballet  | Jan Bucher                                           | Conny Kissling                                       | Lucie Barma                                          |
| 8 janvier 1982  | Whistler Blackcomb | Bosses  | Hilary Engisch                                       | Jennifer Wilson                                      | Madeline Uvhagen                                     |
| 9 janvier 1982  | Whistler Blackcomb | Ballet, | Christine Rossi                                      | Lucie Barma                                          | Monika Fügmann                                       |
| 10 janvier 1982 | Whistler Blackcomb | Saut    | Marie-Claude Asselin                                 | Hayley Wolff                                         | Eveline Wirth                                        |
| 10 janvier 1982 | Whistler Blackcomb | Combiné | Marie-Claude Asselin                                 | Hayley Wolff                                         | Besty Conroy                                         |
| 16 janvier 1982 | Calgary            | Ballet, | Christine Rossi                                      | Jan Bucher                                           | Monika Fügmann                                       |
| 17 janvier 1982 | Calgary            | Saut    | Marie-Claude Asselin                                 | Conny Kissling                                       | Besty Conroy                                         |
| 22 janvier 1982 | Angel Fire (en)    | Ballet, | Jan Bucher                                           | Conny Kissling                                       | Monika Fügmann                                       |
| 23 janvier 1982 | Angel Fire (en)    | Bosses  | Christina Hornberg                                   | Lisa Downing                                         | Hilary Engisch                                       |
| 24 janvier 1982 | Angel Fire (en)    | Saut    | Épreuve reportée à Morin-Heights le 31 janvier 1982. | Épreuve reportée à Morin-Heights le 31 janvier 1982. | Épreuve reportée à Morin-Heights le 31 janvier 1982. |
| 24 janvier 1982 | Angel Fire (en)    | Combiné | Épreuve reportée à Morin-Heights le 31 janvier 1982. | Épreuve reportée à Morin-Heights le 31 janvier 1982. | Épreuve reportée à Morin-Heights le 31 janvier 1982. |
| 26 janvier 1982 | Poconos            | Ballet  | Jan Bucher                                           | Christine Rossi                                      | Lucie Barma                                          |
| 29 janvier 1982 | Sugarbush (en)     | Bosses  | Hilary Engisch                                       | Marie-Claude Asselin                                 | Hayley Wolff                                         |
| 31 janvier 1982 | Morin-Heights      | Saut    | Marie-Claude Asselin                                 | Conny Kissling                                       | Hayley Wolff                                         |
| 31 janvier 1982 | Morin-Heights      | Combiné | Conny Kissling                                       | Hayley Wolff                                         | Marie-Claude Asselin                                 |
| 4 février 1982  | Mont Sainte-Anne   | Bosse   | Hilary Engisch                                       | Christina Hornberg                                   | Lucie Barma                                          |
| 4 février 1982  | Mont Sainte-Anne   | Combiné | Marie-Claude Asselin                                 | Conny Kissling                                       | Hayley Wolff                                         |
| 5 février 1982  | Mont Sainte-Anne   | Bosse   | Hilary Engisch                                       | Lisa Downing                                         | Erika Gallizzi                                       |
| 6 février 1982  | Mont Sainte-Anne   | Ballet  | Jan Bucher                                           | Christine Rossi                                      | Conny Kissling                                       |
| 7 février 1982  | Mont Sainte-Anne   | Saut    | Marie-Claude Asselin                                 | Maja Berg                                            | Catherine Frarier                                    |
| 7 février 1982  | Mont Sainte-Anne   | Combiné | Marie-Claude Asselin                                 | Conny Kissling                                       | Hayley Wolff                                         |
| 26 février 1982 | Sella Nevea        | Bosses  | Mary Jo Tiampo                                       | Marie-Claude Asselin                                 | Lucie Barma                                          |
| 27 février 1982 | Sella Nevea        | Ballet  | Jan Bucher                                           | Lucie Barma                                          | Karen Benker                                         |
| 28 février 1982 | Sella Nevea        | Saut,   | Marie-Claude Asselin                                 | Susi Schmidl                                         | Anika Wignas                                         |
| 28 février 1982 | Sella Nevea        | Combiné | Marie-Claude Asselin                                 | Catherine Frarier                                    | Hayley Wolff                                         |
| 5 mars 1982     | Adelboden          | Bosses  | Hilary Engisch                                       | Christina Hornberg                                   | Hayley Wolff                                         |
| 6 mars 1982     | Adelboden          | Ballet  | Jan Bucher                                           | Conny Kissling                                       | Christine Rossi                                      |
| 7 mars 1982     | Adelboden          | Saut    | Marie-Claude Asselin                                 | Maja Berg                                            | Conny Kissling                                       |
| 7 mars 1982     | Adelboden          | Combiné | Marie-Claude Asselin                                 | Conny Kissling                                       | Hayley Wolff                                         |
| 12 mars 1982    | Livigno            | Saut    | Maja Berg                                            | Marie-Claude Asselin                                 | Conny Kissling                                       |
| 13 mars 1982    | Livigno            | Ballet, | Jan Bucher                                           | Monika Fügmann                                       | Lucie Barma                                          |
| 14 mars 1982    | Livigno            | Bosses  | Hilary Engisch                                       | Mary Jo Tiampo                                       | Lucie Barma                                          |
| 14 mars 1982    | Livigno            | Combiné | Eveline Wirth                                        | Marie-Claude Asselin                                 | Besty Conroy                                         |
| 20 mars 1982    | Oberjoch           | Ballet  | Jan Bucher                                           | Conny Kissling                                       | Christine Rossi                                      |
| 21 mars 1982    | Oberjoch           | Bosses  | Hayley Wolff                                         | Hilary Engisch                                       | Erika Gallizzi                                       |
| 21 mars 1982    | Oberjoch           | Saut,   | Maja Berg                                            | Marie-Claude Asselin                                 | Susi Schmidl                                         |
| 21 mars 1982    | Oberjoch           | Combiné | Marie-Claude Asselin                                 | Hayley Wolff                                         | Conny Kissling]                                      |
| 24 mars 1982    | Tignes             | Bosses  | Hilary Engisch                                       | Lisa Downing                                         | Lucie Barma                                          |
| 25 mars 1982    | Tignes             | Ballet  | Christine Rossi                                      | Jan Bucher                                           | Conny Kissling                                       |
| 26 mars 1982    | Tignes             | Saut    | Marie-Claude Asselin                                 | Maja Berg                                            | Catherine Frarier]                                   |
| 26 mars 1982    | Tignes             | Combiné | Marie-Claude Asselin                                 | Catherine Frarier                                    | Conny Kissling                                       |